# Cossurella aciculata
Cossurella aciculata är en ringmaskart som först beskrevs av Wu och Chen 1977.  Cossurella aciculata ingår i släktet Cossurella och familjen Cossuridae. Inga underarter finns listade i Catalogue of Life.